# Kazimierz Skrzypecki
Kazimierz Skrzypecki (* 1909 oder 1910; † 22. Januar 1964 in Innsbruck) war ein britischer Rennrodler.

## Werdegang
Skrzypecki kam in Polen zur Welt und flüchtete nach der Besetzung seines Heimatlandes durch das nationalsozialistische Deutschland während des Zweiten Weltkriegs nach Großbritannien.
1964 kam er zur Premiere der Rennrodelwettbewerbe bei den Olympischen Winterspielen nach Innsbruck. Mit 54 Jahren war Skrzypecki der älteste Sportler, der bei den Innsbrucker Spielen antreten sollte. Eine Woche vor Beginn der Spiele verunglückte er bei einer Trainingsfahrt auf der Bob- und Rodelbahn in Igls. Am 22. Januar 1964 gegen 10:30 Uhr morgens fuhr er bei einer Geschwindigkeit von ungefähr 50 km/h über die Bande der obersten Kurve hinaus, wirbelte 10 bis 15 m durch die Luft und schlug danach auf einer gefrorenen Wiese auf. Im Krankenhaus wurden ein Schädelgrundbruch und ein Bruch des Oberarms festgestellt; am Abend erlag Skrzypecki seinen Verletzungen.